# Curley Weaver
Curley James Weaver (25 mars 1906 – 20 septembre 1962) était un musicien de blues également connu sous le nom de Slim Gordon.

## Biographie

### Naissance et premières années
Curley Weaver voit le jour à Covington, en Géorgie, et est élevé dans une ferme non loin de Porterdale, dans sa Géorgie natale. Sa mère, Savannah "Dip" Shepard Weaver, était une pianiste et guitariste très respectée, qui a initié son fils et ses amis, les frères "Barbecue Bob" et Charlie Hicks, à ces instruments. Les trois amis formèrent un groupe avec l'harmoniciste Eddie Mapp et jouaient localement, notamment dans de nombreuses fêtes et bars, ainsi que sur le trottoir. 

### Début de carrière
Weaver part pour Atlanta en 1925, où il a travaillé comme ouvrier et s'est produit dans la rue et lors d'événements sociaux. Il a enregistré pour la première fois en 1928 pour Columbia Records, puis a sorti des disques sur plusieurs labels différents. Dans les années 1920 et 1930, il enregistre seul, en premier lieu dans le style enseigné par sa mère et plus tard dans le style répandu du Piedmont blues. Weaver était surtout connu pour ses duos avec Blind Willie McTell, son collaborateur jusqu'à la fin des années 1950. Il a également travaillé avec Barbecue Bob, Fred McMullen et le guitariste et harmoniciste Buddy Moss. Weaver a également fait partie du groupe The Georgia Browns aux côtés de Moss et McMullen, ainsi que de celui appelé The Georgia Cotton Pickers aux côtés de Barbecue Bob, Buddy Moss et Peg Leg Howell. Ces groupes en vogue à l'époque jouaient lors de soirées à la maison.

### Dernières années
Après la Seconde Guerre mondiale, Curley Weaver a enregistré à New York et à Atlanta, aussi bien en tant qu'artiste solo qu'avec McTell. Les derniers enregistrements de Curley Weaver datent de 1949. Il a ensuite travaillé pour une compagnie ferroviaire jusqu'à devenir aveugle dans les années 1950.
Il décède d'une urémie à Almon, en Géorgie, en 1962. Il avait 56 ans.
Sa fille, Cora Mae Bryant (1er mai 1926 – 30 octobre 2008) a suivi les traces de son père et est également devenue musicienne de blues.